# Phêrô Trương Văn Thi
Phêrô Trương Văn Thi là một linh mục tử vì đạo, được Giáo hội Công giáo Rôma tôn phong Hiển Thánh vào năm 1988. Ông sinh năm 1763 tại xứ Kẻ Sở (nay là giáo xứ Sở Kiện, thị trấn Kiện Khê, huyện Thanh Liêm, tỉnh Hà Nam, thuộc Tổng Giáo phận Hà Nội), có một người cháu là thầy Đường cũng chịu tử vì đạo. Nhà nghèo, lúc nhỏ, ông đi chăn bò cho dòng Mến Thánh Giá Kẻ Đầm. Ngày 22 tháng 3 năm 1806, ông chịu chức linh mục, rồi đi coi sóc xứ Sông Chảy (nay thuộc về tỉnh Phú Thọ, Giáo phận Hưng Hóa), ở đấy hai mươi bảy năm. Năm 1833, ông về coi xứ Kẻ Sông (Hà Ngoại), đang lúc cấm đạo ngặt nên ông phải ẩn ở nhà các giáo hữu. Năm 1839, ông bị lý Pháp bắt cùng với linh mục Anrê Dũng Lạc. Quan huyện giải ông về Kẻ Chợ (Thăng Long). Quan án bảo bước qua thập giá để tha nhưng các ông cương quyết không chịu. Ngày 21 tháng 12, hai ông bị xử chém tại pháp trường Cầu Giấy (ngoài thành Hà Nội).